# Takanea diehli
Takanea diehli är en fjärilsart som beskrevs av De Lajonquière 1978. Takanea diehli ingår i släktet Takanea och familjen ädelspinnare. Inga underarter finns listade i Catalogue of Life.